# 46280 Hollar
46280 Hollar è un asteroide della fascia principale. Scoperto nel 2001, presenta un'orbita caratterizzata da un semiasse maggiore pari a 2,6970888 UA e da un'eccentricità di 0,1395369, inclinata di 11,95247° rispetto all'eclittica.
Il corpo celeste è dedicato all'incisore ceco Wenceslaus Hollar (Praga, 1607 – Londra, 1677).